# Кубок валлійської ліги з футболу 2014—2015
Кубок валлійської ліги 2014–2015 — 23-й розіграш Кубка валлійської ліги. Переможцем вшосте став Нью-Сейнтс.

## Перший раунд
| Команда 1                 | Рахунок | Команда 2           |
| ------------------------- | ------- | ------------------- |
| 11 серпня 2014            |         |                     |
| Пенібонт (2)              | 4:0     | Лланідлоіс Таун (2) |
| 13 серпня 2014            |         |                     |
| Денбай Таун (2)           | 0:1     | Кевн Друїдс         |
| Престатін Таун            | 4:2     | Конві Боро (2)      |
| Гейверфордвест Каунті (2) | 4:0     | Аван Лідо (2)       |
| 16 серпня 2014            |         |                     |
| Бангор Сіті               | 3:1     | Ньютаун             |
| 18 серпня 2014            |         |                     |
| Коннаг'с Куей Номандс     | 0:2     | Ріл                 |
| Теффс Вел (2)             | 0:2     | Аберіствіт Таун     |
| 19 серпня 2014            |         |                     |
| Портмадог (2)             | 0:2     | Нью-Сейнтс          |
| Кайрсус (2)               | 3:5     | Лландидно (2)       |
| 20 серпня 2014            |         |                     |
| Гвілсфілд (2)             | 2:3     | Карнарвон Таун (2)  |
| Абердер Таун (2)          | 1:5     | Порт-Толбот Таун    |
| 9 вересня 2014            |         |                     |
| Баррі Таун (3)            | 1:7     | Мертір Таун (4)     |

## Другий раунд
| Команда 1                     | Рахунок         | Команда 2                 |
| ----------------------------- | --------------- | ------------------------- |
| 2 вересня 2014                |                 |                           |
| Кармартен Таун                | 2:3 дч          | Пенібонт (2)              |
| Престатін Таун                | 6:5 дч          | Карнарвон Таун (2)        |
| Бангор Сіті                   | 2:1             | Кевн Друїдс               |
| Нью-Сейнтс                    | 2:1             | Ейрбас                    |
| Аберіствіт Таун               | 0:1 дч          | Бала Таун                 |
| 3 вересня 2014                |                 |                           |
| Порт-Толбот Таун              | 1:0             | Гейверфордвест Каунті (2) |
| 10 вересня 2014               |                 |                           |
| Лландидно (2)                 | 1:1 дч пен. 4:2 | Ріл                       |
| 17 вересня 2014               |                 |                           |
| Кембріан-енд-Клайдеч-Вейл (2) | 1:2             | Мертір Таун (4)           |

## Чвертьфінали
| Команда 1        | Рахунок | Команда 2       |
| ---------------- | ------- | --------------- |
| 23 вересня 2014  |         |                 |
| Престатін Таун   | 1:0     | Бангор Сіті     |
| Нью-Сейнтс       | 3:0     | Пенібонт (2)    |
| Бала Таун        | 3:1     | Лландидно (2)   |
| 24 вересня 2014  |         |                 |
| Порт-Толбот Таун | 2:1     | Мертір Таун (4) |

## Півфінали
| Команда 1         | Рахунок | Команда 2        |
| ----------------- | ------- | ---------------- |
| 18 листопада 2014 |         |                  |
| Бала Таун         | 2:0     | Престатін Таун   |
| Нью-Сейнтс        | 2:1 дч  | Порт-Толбот Таун |

## Фінал
| 25 січня 2015 13:45 (CET) |

| Бала Таун | 0:3      | Нью-Сейнтс                  |
| --------- | -------- | --------------------------- |
|           | Протокол | Квіглі 32', 80' Сіргінт 41' |

| Летем Парк, Ньютаун Глядачів: 657 Арбітр: Марк Вітбі |